# Johann Hortzschansky
Johann Hortzschansky (obersorbisch Jan Hórčanski; * 19. Mai 1722 in Breitendorf; † 18. Dezember 1799 in Görlitz) war ein sorbischer Gymnasiallehrer und Historiker.

## Leben
Hortzschansky besuchte die Gymnasien in Löbau und Bautzen und immatrikulierte sich am 18. Mai 1743 an der Universität Wittenberg. Er wurde später Hauslehrer bei einigen Familien, ehe er 1759 Lehrer am Gymnasium in Görlitz wurde. Dort fand er  1765 eine Anstellung als Unterbibliothekar an der Ratsbibliothek und wurde 1768 erster Lehrer am Gymnasium. Er verfasste viele Schriften zur Geschichte von Görlitz und zur wendischen Sprache. In diese übersetzte er auch einige Lieder, die in das wendische Gesangbuch einflossen. Zudem ließ er 600 Gelegenheitsgedichte im Druck erscheinen.

## Veröffentlichungen (Auswahl)
- Prjeoja Proba sserskich Kyrlischow; ein Versuch int Wendische übersetzter Lieder. Lübau 1748.
- Historische Nachricht von den Görlitzischen Stipendien. Görlitz 1765.
- Erste Probe einiger aus dem Teutschen ins Wendische übersetzten Lieder. Löbau 1768 sie wurden später in das wendische Gesangbuch aufgenommen
- Benjamin Schmolke’ns der sich zu seinem Jesu hinzunahende Sünder; ins Wendische übersetzt. Bautzen und Löbau 1768.
- Historische Nachricht von dem Vogel- und Scheibenschiessen in der Oberlausitz überhaupt und in Görlitz insonderheit. Görlitz 1770.
- Von den Oberlausitzischen gelehrt. Gesellschaften. Görlitz 1770.
- Nachricht von dem im J. 1634 getroffenen Pirnaischen Friedenstraktat, wie solcher auf der Bibliothek zu Görlitz in Handschrift befindlich ist. Görlitz 1771.
- Nachricht von den in der Oberlausitz herausgekommenen oder doch von Oberlausitzern verfassten Journalen. Görlitz 1773; Fortgesetzte Nachricht davon, Görlitz 1774; 2.–4. Fortsetzung. Görlitz 1775–1776; Nachtrag dazu, Görlitz 1777.
- Beschreibung einiger Verschönerungen der Stadt Görlitz. Görlitz 1780.
- Historische Beschreibung des Franciscaner- oder Minoritenklosters zu Görlitz in Verbindung mit der Dreyfaltigkeitskirche; von Chr. Knauth angefangen und dann vom 4ten bis 22sten Stück fortgesetzt Görlitz 1780–1798.
- Gedanken eines Oberlausitzer Wenden über das Schicksal seiner Nation mit flüchtiger, doch unparteiischer Feder entworfen nebst Anmerkungen. Bautzen 1782 (Digitalisat)
- Progr, Etwas von den Verdiensten derer von Gersdorf um Kirchen und Schulen. Görlitz 1782.
- Kurzgefaßte Nachricht von einigen Familien in Görlitz welche Adele- oder Wappenbriefe erhalten haben, Görlitz 1783, Fortsetzung 1784.
- Eine-Strohkranzelrede. Zittau 1784.
- König in Preussen; Karl Friedrich II, ganz Original. Zittau 1786.